# Monumento de Trasilo

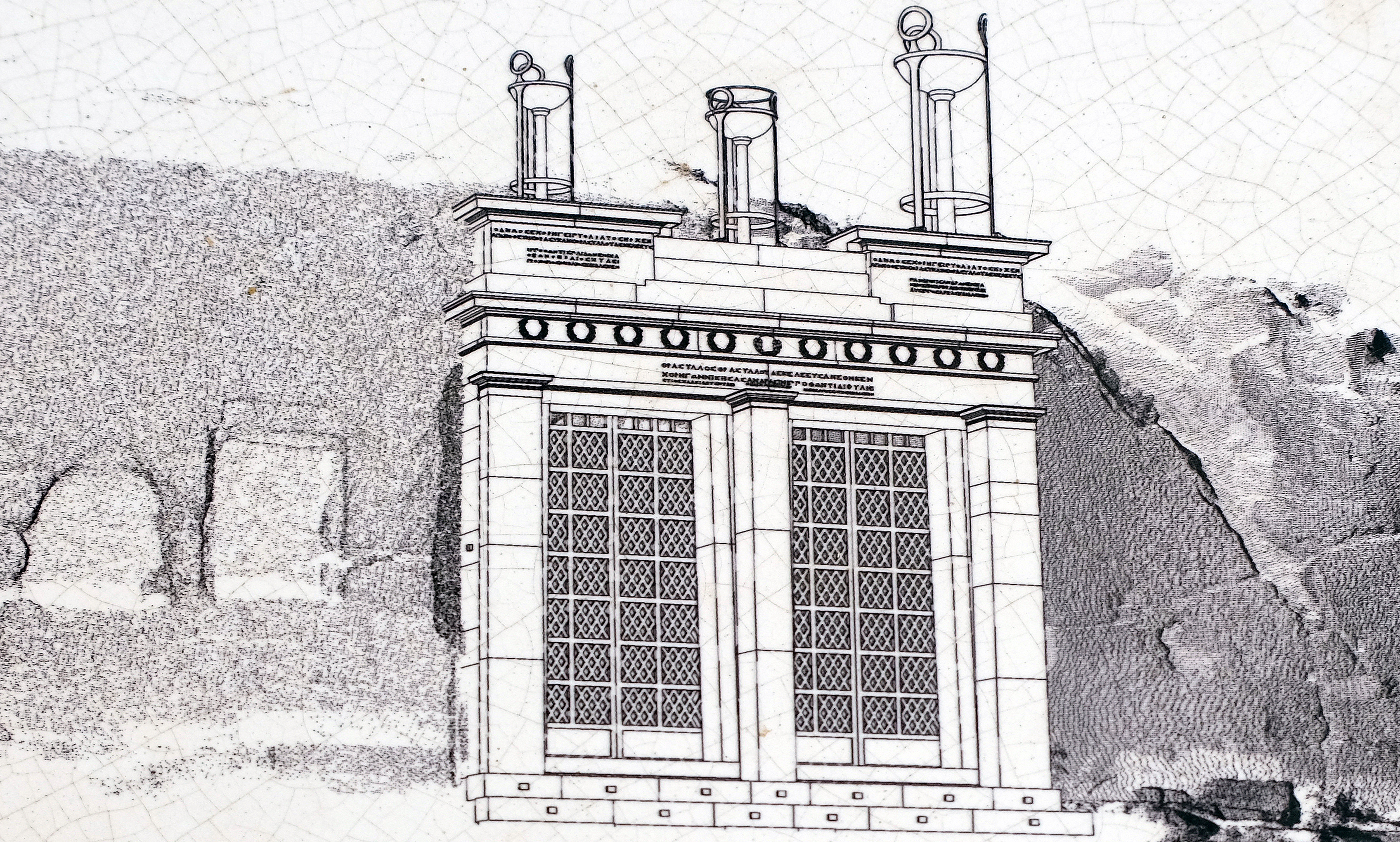
Reconstrucción del monumento según pudo aparecer durante el tiempo de Trasicles.

El monumento de Trasilo fue edificado en Atenas, es una cueva excavada en la vertiente sureste de la Acrópolis, sobre el Teatro de Dioniso, por el corego: Trasilo de Decelia en el 320/319 a. C. y por su hijo Trasicles en el 270 a. C. —según las inscripciones encontradas en el mismo monumento—.

## Descripción
El monumento después de haber sido dedicado originariamente a Dioniso, se convirtió en una capilla bizantina llamada Panaga Chrisopeliotissa, que fue destruida por los turcos durante el asedio de Atenas en 1827.
Continúa habiendo una cueva excavada en la roca, con el marco de entrada decorado en estilo dórico de 7,50 metros de longitud por 9 de altura. Consta de tres pilares y una escultura probablemente añadidos en 269 a. C. por Trasicles —hijo de Trasilo— cuando fue agonoteta, ganador en dos juegos musicales. 
Las dos grandes columnas de estilo corintio, colocadas encima de la entrada de la cueva podían haber sostenido los trípodes tradicionales, o pueden ser que pertenecieran a un monumento romano posterior.

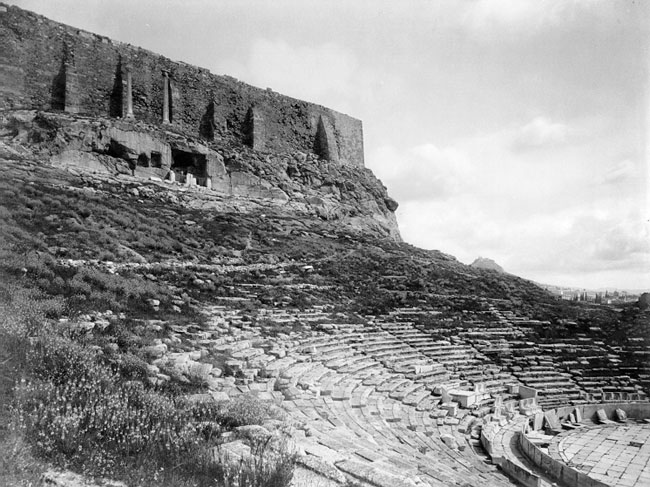
Monumento de Trasilo, en 1880.

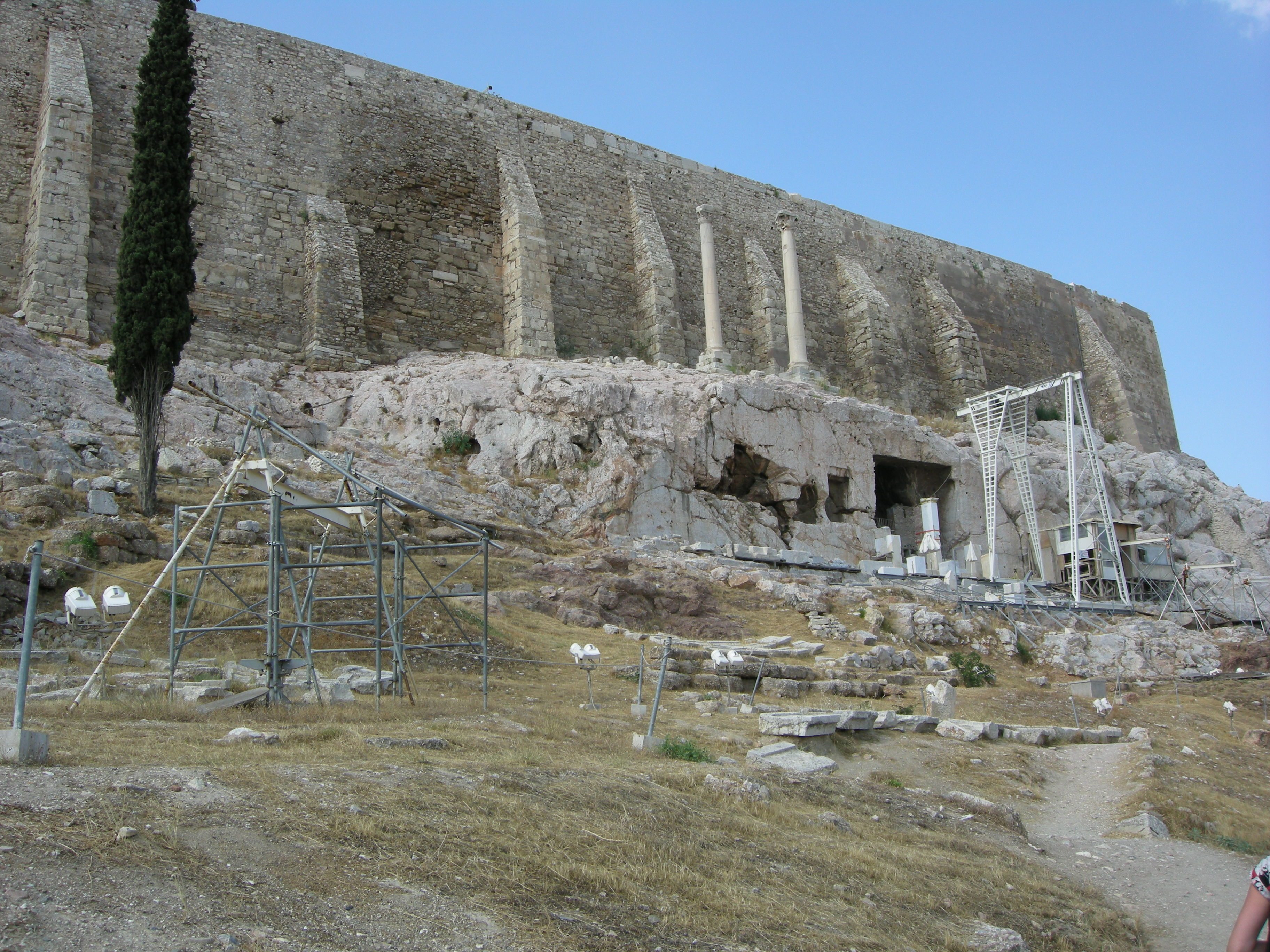
Monumento de Trasilo, durante los trabajos del año 2005.

Un capitel correspondiente a un pilar del monumento fue encontrado en 1985 en los depósitos del Museo Arqueológico Nacional de Atenas Atenas.